# Херсберг
Херсберг (нем. Hersberg) — коммуна в Швейцарии, в кантоне Базель-Ланд. 
Входит в состав округа Листаль. Население составляет 309 человек (на 31 декабря 2017 года). Официальный код  —  2827.